# Trematodon perssonorum
Trematodon perssonorum là một loài rêu trong họ Bruchiaceae. Loài này được P. Allorge & Thér. ex P. Allorge mô tả khoa học đầu tiên năm 1951.